# MSN Explorer
MSN Explorer（エムエスエヌ エクスプローラ）は、マイクロソフトのポータルサイトであるMSNの利用に特化させたネットワークアプリケーションソフト。2001年（平成13年）10月に初公開された。Windows XPの初期版から Service Pack 1 までにはMSN Explorer 6が標準で添付されている。

## 概要
Internet Explorer、Hotmail、メッセンジャー、メディアプレーヤーなどのMSNサービスコンテンツを統合しており、MSNの提供するコンテンツを簡単に利用できる。ただし、メディアプレーヤー機能は「Windows XP Service Pack 2セキュリティ強化機能搭載」で廃止され、Windows Media Playerに統合。利用にはMicrosoft アカウント（旧Microsoft Passportまたは.NET PassportまたはWindows Live ID、さらに以前のHotmailへの登録）を必要とするが、これらを持たない場合はMSN Explorerから直接取得も可能である。また、MSN ExplorerでMicrosoft アカウントを登録すると、メールアドレスのドメインが「msn.com」もしくは「hotmail.com」を選んで登録できた。
Internet Explorerのグラフィックを美麗にし、MSN Messengerのようにカラフルなアニメーションを特徴とする。Safariのように、アドレスバーがプログレスバーを兼ねていることも特徴。アプリケーション単体で必要な機能を一通り揃えているため初心者向きともいえよう。Hotmailの電子メール未読数表示、天気予報の自動表示機能（現在は廃止）を備えている。AOLのキーワードにも似た機能として、ユーザーがアドレスバーに機能の名称（日本語）を打ち込むとオプションに直接アクセスすることもでき、ユーザビリティを配慮している。ただし、ほとんどMSNコンテンツ連携に関連した部分しか設定できず、ブラウザのホームページもMSNに固定される。
また、ソフトウェアは時々自動的に更新されるようになっている。ブラウザ機能はInternet Explorerに依存するが、フォームなど一部がWindowsのクラシックスタイルに似た表示状態となり、スクロールバーが自動でフラットスタイルになる他、メインウインドウ以外は全て子ウインドウとして表示されるなどInternet Explorerとは多少細部の仕様が異なる。また、mailto: プロトコルのリンクを開いた場合、MSN Explorerはメーラーを起動せず、自動的にHotmailのメールアカウントでメールを送信させるようになっている。
無料版の開発はMSN Internet Accessが利用できるバージョン7までで打ち切られ、それ以降のバージョンは有料版となった。また、Windows VistaにMSN Explorerは同梱されていない。